# Joseph Badenoch Clearihue
Joseph Badenoch Clearihue (1887-6 août 1976) est un homme politique canadien de la Colombie-Britannique. Il est député provincial libéral de la circonscription britanno-colombienne de Victoria City de 1920 à 1924.

## Biographie
Né à Victoria en Colombie-Britannique, Clearihue étudie au Victoria High School (en) avant de fréquenter le Victoria College (aujourd'hui annexe de l'université de Victoria) en 1903. Il fait un passage par l'université McGill de Montréal avant de remporter une bourse Rhodes et se rendre, en 1911, au Jesus College de l'université d'Oxford pendant deux ans,.
Durant la Première Guerre mondiale, Clearihue sert dans la 5e unité canadienne d'artillerie.
Après la guerre, il travaille comme avocat et comme conseiller municipal de Victoria. Président du conseil du Victoria College en 1947, il est en poste lorsque le statut d'université est acquis par le collège en 1963. Il devient alors le premier chancelier de l'université et président du conseil des gouverneurs jusqu'en 1966.
Clearihue meurt en août 1976. L'édifice Clearihue de l'université de Victoria est nommé en son honneur.